# Caupolicana electa
Caupolicana electa är en solitär biart som först beskrevs av Cresson 1878.  Den ingår i släktet Caupolicana och familjen korttungebin. Inga underarter finns listade.

## Beskrivning
Ett stort bi med en kroppslängd från 18 till 23 mm. Grundfärgen är svart, men delar av huvudet, mellankroppen och första tergiten (ovansidans bakkroppssegment) är täckta av en kort men tät päls som är ljust gulbrun på ovansidan, mer vitaktig åt sidorna. Håren på andra till fjärde tergiten är få, mycket korta och täcker inte den svarta bakkroppen. På de bakersta tergiterna blir håren längre, tätare och gråbruna till färgen. Vingarna är ljust brunaktiga med rödbruna ribbor. Den korta tungan är uppdelad i två lober och har en trubbig, avrundad avslutning utan någon egentlig spets.

## Ekologi
Arten är ett kustlevande bi som flyger i september. Det förefaller att vara gryningsaktivt, även om hanar också har påträffats under sen eftermiddag och kväll. Arten besöker kransblommiga växter som Trichostema dichotomum och 
snyltrotsväxter som Aureolaria.

## Utbredning
Caupolicana electa lever i ett tämligen begränsat område i östligaste USA från North Carolina till Georgia och Alabama. Förhållandevis nyligen (oktober 2000) har dock två fynd gjorts i Florida.